# Hrabstwo Carleton
Hrabstwo Carleton (ang. Carleton County, fr. Comté de Carleton)  – jednostka administracyjna kanadyjskiej prowincji Nowy Brunszwik leżąca na zachodzie prowincji.
Hrabstwo ma 27 019 mieszkańców. Język angielski jest językiem ojczystym dla 95,7%, francuski dla 1,7% mieszkańców (2011).